# Fuchsia crassistipula
Fuchsia crassistipula är en dunörtsväxtart som beskrevs av Paul Edward Berry. Fuchsia crassistipula ingår i släktet fuchsior, och familjen dunörtsväxter. Inga underarter finns listade i Catalogue of Life.